# USAC National Championship 1979
USAC National Championship 1979, var ett race som vanns av A.J. Foyt.

## Delsegrare
| Bana             | Vinnare         |
| ---------------- | --------------- |
| Ontario          | A.J. Foyt       |
| Texas World      | A.J. Foyt       |
| Indianapolis 500 | Rick Mears      |
| Milwaukee        | A.J. Foyt       |
| Pocono           | A.J. Foyt       |
| Texas World      | A.J. Foyt       |
| Milwaukee        | Roger McCluskey |

## Slutställning
| Plats | Förare             | Poäng |
| ----- | ------------------ | ----- |
| 1     | A.J. Foyt          | 3320  |
| 2     | Billy Vukovich Jr. | 1770  |
| 3     | Tom Bigelow        | 1305  |
| 4     | Larry Dickson      | 1225  |
| 5     | Gary Bettenhausen  | 1008  |
| 6     | Jim McElreath      | 975   |
| 7     | Jim Sneva          | 851   |
| 8     | Dick Simon         | 766   |
| 9     | Roger McKluskey    | 716   |
| 10    | Sheldon Kinser     | 673   |